# De Lima v. Bidwell
De Lima v. Bidwell, 182 U.S. 1 (1901), fue uno de los primeros Casos insulares resueltos por el Tribunal Supremo de Estados Unidos. El caso se decidió el 27 de mayo de 1901.
De Lima, empresa importadora de azúcar demandó a la ciudad de Nueva York colectora de la aduana para recuperar los derechos sobre el azúcar importado desde Puerto Rico después de 1899, cuando Puerto Rico fue cedido a los Estados Unidos. De Lima sostuvo que el puerto de la ciudad de Nueva York no tenía jurisdicción para recaudar derechos, porque Puerto Rico fue anexado por los Estados Unidos.
El Tribunal Supremo en una decisión 5-4 dictaminó que después de la ratificación del Tratado de París (1898) Puerto Rico no constituía un país extranjero dentro del significado de la relación de las leyes tarifarías de los Estados Unidos, por lo que resultaba improcedente cobrarle al azúcar proveniente de la isla las tarifas dispuestas para la importación de dicho artículo de otros países. La decisión en De Lima v. Bidwell es análoga con la de Downes v. Bidwell, 182 U.S. 244 (1901) resuelta en la misma fecha.